# Jakob Ejersbo
Jakob Ejersbo (ur. 6 kwietnia 1968 w Rødovre, zm. 10 lipca 2008 w Aalborgu) – duński pisarz.
Ejersbo jest autorem sześciu powieści: Fuga, Superego, Nordkraft, Eksil, Revolution i Liberty. Szeroką popularność uzyskał dzięki Nordkraft, powieści o miłości w światku dealerów narkotyków w Aalborgu w północnej Danii. Nordkraft został wyróżniony duńską nagrodą literacką Złote Laury w 2003. Powieść została sfilmowana 2005 roku (film pod tym samym tytułem).
Ejersbo był z wykształcenia dziennikarzem, studiował i mieszkał w Aalborgu, miejscu, w którym rozgrywa się akcja jego najpopularniejszej powieści (zob. też Jomfru Ane Gade). Uważany jest za reprezentanta nowego realizmu, współczesnego trendu w literaturze duńskiej.